# Hyundai Equus
La Hyundai Equus ou Hyundai Centennial au Moyen-Orient, est une voiture produite par le constructeur automobile coréen Hyundai. Lancée pour la première fois en 1999, elle se situe au sommet de la gamme du constructeur coréen. Ses concurrentes sont les BMW série 7, Lexus LS, Audi A8, Mercedes Classe S.
La deuxième génération est présentée au salon de Détroit de 2010.

## Première génération

### Motorisations
- V6 3.5L (241 ch)
- V8 GDI 4.5L (280 ch)

## Seconde génération
Lancée en 2009 en Corée du Sud et en Chine, elle est lancée en Amérique du Nord en décembre 2010 et pour sa première année pleine aux U.S.A 3 200 exemplaires sont vendus.

### Motorisations
| Versions du moteur                    | V6 3.8 MPI Lambda (Normale)                | V6 3.8 GDI Lambda (Normale)                | V8 4.6 MPI Tau (Normale)                   | V8 5.0 GDI Tau (Normale)                   | V6 3.8 MPI Lambda (Limousine)              | V6 3.8 GDI Lambda (Limousine)              | V8 5.0 MPI Tau (Limousine)                 | V8 5.0 GDI Tau (Limousine)                 |
| ------------------------------------- | ------------------------------------------ | ------------------------------------------ | ------------------------------------------ | ------------------------------------------ | ------------------------------------------ | ------------------------------------------ | ------------------------------------------ | ------------------------------------------ |
| Motorisation                          | Essence                                    | Essence                                    | Essence                                    | Essence                                    | Essence                                    | Essence                                    | Essence                                    | Essence                                    |
| Cylindrée (cm3)                       | 3 778                                      | 3 778                                      | 4 627                                      | 5 038                                      | 3 778                                      | 3 778                                      | 5 038                                      | 5 038                                      |
| Puissance délivrée max. (ch / tr/min) | 290/6 200                                  | 334/6 400                                  | 366/6 500                                  | 430/6 400                                  | 290/6 200                                  | 334/6 400                                  | 400/6 400                                  | 430/6 400                                  |
| Couple max. (N m / tr/min)            | 358/4 500                                  | 358/5 100                                  | 439/3 500                                  | 510/5 000                                  | 358/4 500                                  | 395/5 100                                  | 500/3 500                                  | 510/5 000                                  |
| Consommation (L/100 km)               | 10,8 (Transmission automatique 6 rapports) | 10,3 (Transmission automatique 8 rapports) | 11,4 (Transmission automatique 6 rapports) | 11,4 (Transmission automatique 8 rapports) | 11,1 (Transmission automatique 6 rapports) | 10,6 (Transmission automatique 8 rapports) | 12,5 (Transmission automatique 6 rapports) | 12,3 (Transmission automatique 8 rapports) |